# Chimichurri

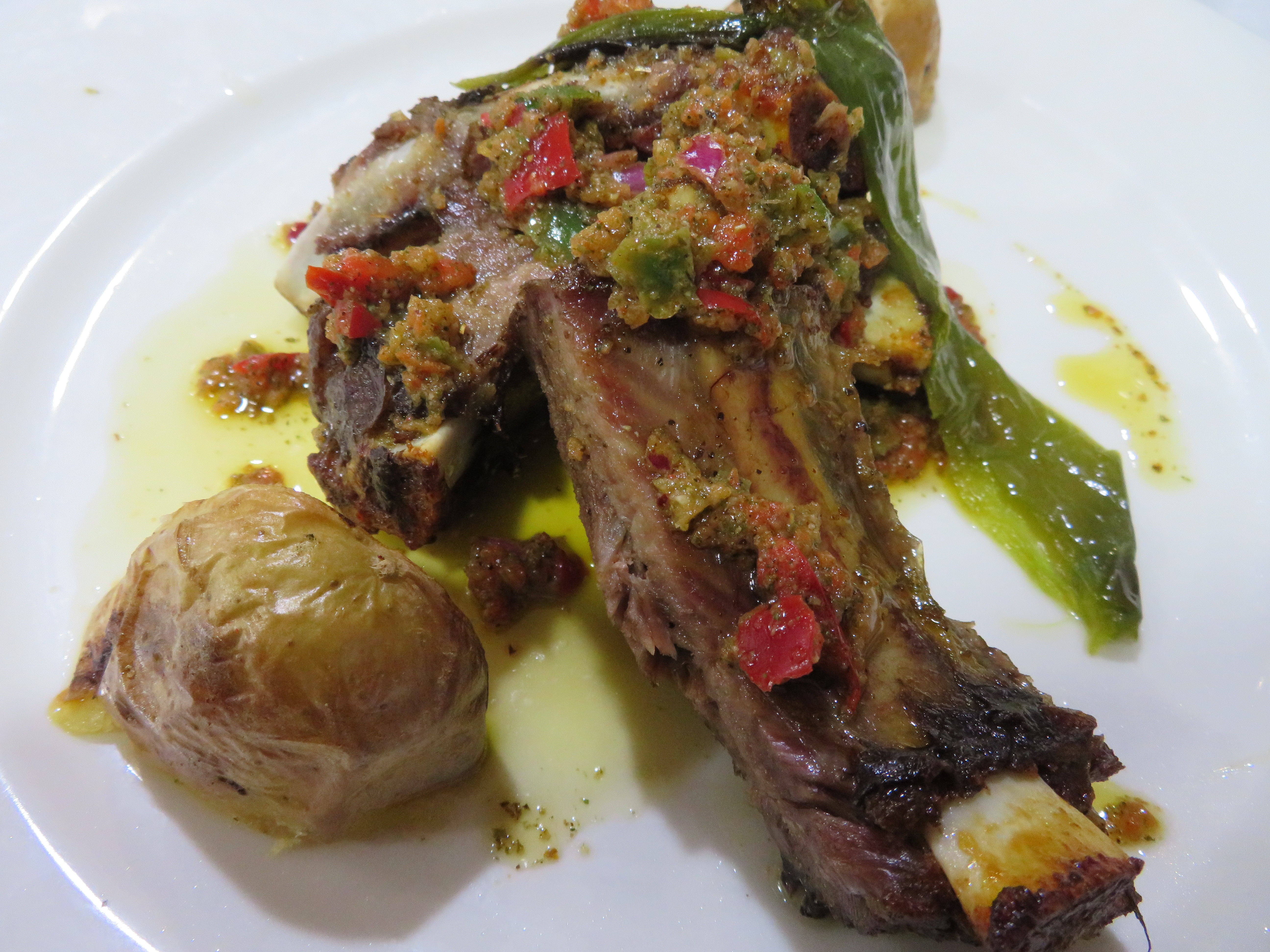
Costilla al horno marinada con salsa chimichurri.

El chimichurri es una salsa de consistencia líquida, muy condimentada y cuyos ingredientes fundamentales son perejil, orégano, ajo, vinagre, aceite, ají molido y un poco de sal. Es originaria y consumida en Argentina y otros países de América. Generalmente es una salsa algo picante que se utiliza para acompañar las carnes asadas, los choripanes o para marinar en pescados y aves; también se usa como aderezo para ensaladas. Esta salsa tiene la cualidad de realzar el sabor de la carne y se considera que ha contribuido a la fama internacional del asado Argentino.
En Costa Rica el término chimichurri se utiliza popularmente para referirse al pico de gallo el cual lleva tomate, el chimichurri original no lleva tomate.
En León (México), se le llama “chimichurri” (o chimichurri leonés) al aderezo para pizzas originario de esta ciudad. Sus ingredientes son mayonesa, mostaza, chile de árbol, vinagre blanco, ajo, aceite y sal. Este aderezo tiene un tono naranja y es muy popular en la ciudad.
En España es típico en la gastronomía de Asturias, donde es el condimento habitual en asados y parrillas, especialmente usado para los productos cárnicos derivados del cerdo, como las costillas o los chorizos criollos.

## Preparación
Hacia la mitad del siglo XIX el chimichurri se preparaba con base en salmuera, pero posteriormente sería sustituida por vinagre. En su preparación se utilizan como base: perejil, ajo, vinagre, ají y sal. Pueden agregarse otros condimentos como orégano, pimienta, tomillo, laurel, cebolla, morrón, mostaza en polvo y cebolla de verdeo. Los ingredientes sólidos se trituran en un mortero y, tras ser vertidos en una emulsión de aceite y vinagre, se mezclan y se dejan macerar por unos días.
Hay dos clases de chimichurris, los suaves y los fuertes. Los segundos se caracterizan porque tienen mayor cantidad de ají, casi siempre del picante, como el cumbarí o el rocoto.

## Etimología
La palabra chimichurri es de origen incierto. La etimología más probable es aquella que le asigna un origen vasco; en efecto, provendría de zurrumurro, que en euskera significa "rumor", por medio del español chirriburri o zurriburri que indica confusión. En la cocina vasca existe una salsa similar que se prepara con ajo y perejil, junto con hierbas aromáticas, chile rojo, pimienta de Cayena, tomillo y romero, a la cual se denomina tximitxurri; y que podría ser el origen de esta preparación; sin embargo, los diccionarios de euskera no registran tal lexema.
Entre las etimologías populares, la más divulgada es la que lo vincula al inglés. Según una versión, los británicos prisioneros tras las Invasiones Inglesas solicitaban el condimento usando la expresión give me curry, es decir, "dame el curry". Otras variantes vinculan al chimichurri con un supuesto inmigrante irlandés llamado James McCurry, cuyo nombre en diminutivo, Jimmy, fue castellanizado junto con su apellido como Yimi Churri. Este personaje, al carecer de salsa Worcestershire, habría recurrido a los ingredientes disponibles, creando y dando nombre al condimento.

## Origen
El origen del chimichurri no está del todo claro. Posiblemente se trate de una salsa de origen andino prehispánico, ya que en toda el área andina existen salsas muy similares, como el mojo verde venezolano, la salsa criolla peruana, la llajua boliviana, el pebre y el chancho en piedra chilenos, o el quiquirimichi del noroeste argentino. Todas estas salsas comparten sus ingredientes base, en especial el ají y la cebolla. Sin embargo, la cebolla, así como otros ingredientes de este tipo de salsas, como el ajo o el aceite, llegaron a América traídos por los españoles, por lo que todas estas salsas -el chimichurri entre ellas-, serían resultado del mestizaje cultural hispano-nativo.